# Calamoncosis stipae
Calamoncosis stipae är en tvåvingeart som beskrevs av Nartshuk 1962. Calamoncosis stipae ingår i släktet Calamoncosis och familjen fritflugor. Inga underarter finns listade i Catalogue of Life.